# Bathyraja murrayi
Bathyraja murrayi (лат.) — вид хрящевых рыб рода глубоководных скатов семейства Arhynchobatidae отряда скатообразных. Обитают в Антарктике и южной части Индийского океана между 48° ю .ш. и 54° ю. ш. Встречаются на глубине до 800 м. Их крупные, уплощённые грудные плавники образуют округлый диск со треугольным рылом. Максимальная зарегистрированная длина 60 см. Откладывают яйца. Не представляют интереса для коммерческого промысла.

## Таксономия
Впервые вид был научно описан в 1897 году Raja murrati. Вид назван в честь гидрографа Джона Мюррея (1841—1914), предоставившего материал для исследования. В 1999 году вид был отнесён к роду Rhinoraja, однако окончательного подтверждения данной классификации нет. В настоящее время используют оба названия: Rhinoraja murrayi и Bathyraja murrayi (на сайте МСОП имеется профиль Rhinoraja murrayi).

## Ареал
Эти скаты являются эндемиками вод, омывающих острова Кергелен и остров Хёрд. Встречаются на глубине до 800 м, обычно от 20 до 200.

## Описание
Широкие и плоские грудные плавники этих скатов образуют ромбический диск с широким треугольным рылом и закруглёнными краями. На вентральной стороне диска расположены 5 жаберных щелей, ноздри и рот. На хвосте имеются латеральные складки. У этих скатов 2 редуцированных спинных плавника и редуцированный хвостовой плавник. Максимальная зарегистрированная длина 60 см.

## Биология
Эмбрионы питаются исключительно желтком. Эти скаты откладывают яйца, заключённые в продолговатую роговую капсулу длиной около 6 см и шириной 3,4 см с твёрдыми «рожками» на концах. Наименьшая свободноплавающая особь имела длину 11 см.

## Взаимодействие с человеком
Эти скаты не являются объектом целевого лова. В качестве прилова попадаются при ярусном промысле патагонского клыкача и нототении. Пойманных рыб, как правило, выбрасывают. Увеличение интенсивности лова может оказать негативное влияние на численность популяции. Международный союз охраны природы присвоил этому виду охранный статус «Близкий к уязвимому положению».